# テラーミーネ35
テラーミーネ35とは、ドイツの対戦車地雷である。金属製の弾体を備え、略称は(T.Mi.35)。第二次世界大戦中に広く投入された。この地雷の弾体は圧延鋼板製であり、天板はわずかに凸面となった感圧板になっており、中央部に信管孔を備える。2個の予備信管孔がこの地雷の側面と下面に配置されており、処理防止装置を追加できる。
海岸や水面下でも使用できるよう、この地雷は内部に特別設計された陶器やコンクリート製ポットを使っており、これらは地雷のための防水ジャケットとして機能する。
この地雷の後期型であるT.Mi.35 (S)は、リブの付いた弾体と信管カバーを備えたものが量産されていた。リブ付きのケースは、砂漠や砂質の環境でこの地雷が使われた際に、地雷の天面から砂が吹き払われて発見されることを防止した。
180kgの荷重がこの地雷の中央部にかかるか、90kgの荷重が端部にかかると、感圧板が変形し、バネを圧縮、シアー・ピンが壊れる。このピンはバネで加圧されたストライカーを引き留めている。一度ストライカーが解放されると、それは下方の雷管を弾き、隣接した起爆薬を発火させ、続いて伝爆薬が点火し、それからTNTを充填した主炸薬が爆発する。大部分の地雷はフィールドグレーで塗装されていた。1943年からは、これらの地雷はダークイエローで塗装された。